# Stazione di Cassago-Nibionno-Bulciago
La stazione di Cassago-Nibionno-Bulciago è una fermata ferroviaria posta sulla linea Monza-Molteno-Lecco, a servizio dei centri abitati di Cassago Brianza, Nibionno e Bulciago.

## Storia
L'impianto fu aperto nel 1911, come la totalità della linea; inizialmente era una stazione con binario di raddoppio e scalo merci.
Nel 1987 l'impianto fu trasformato in fermata.

## Strutture ed impianti
Il fabbricato viaggiatori è un piccolo edificio ad un solo piano, simile ad altri costruiti lungo la linea.

La fermata contava 3 binari di cui 1 merci e di cui solo 1 è utilizzato, il 2.
In seguito ai lavori di sistemazione della banchina la stazione è dotata di un unico binario.

## Movimento
La fermata è servita dai treni della linea S7 (Milano-Monza-Molteno-Lecco), con frequenza semioraria nelle ore di punta (in direzione Milano la mattina e verso Lecco la sera) ed oraria nel resto della giornata.